# 聖シュテファン教会

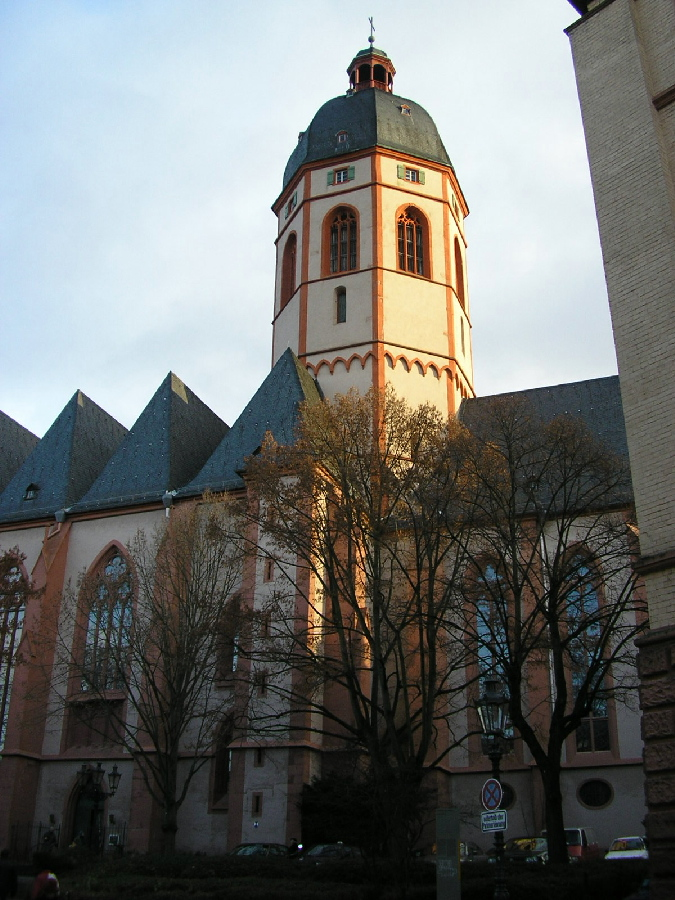
マインツの聖シュテファン教会

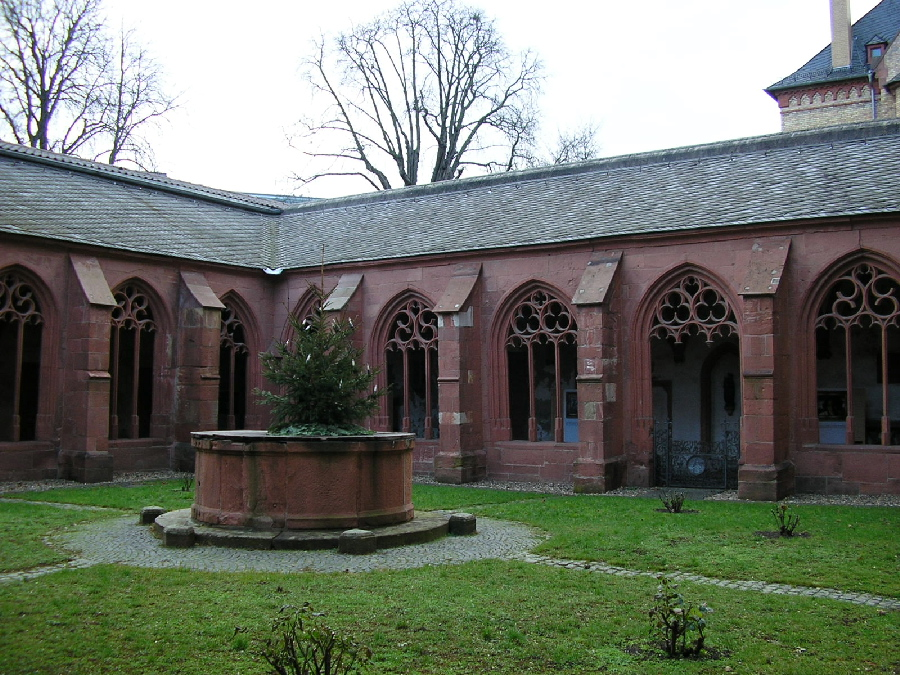
マインツの聖シュテファン教会回廊。第二次大戦による破壊のため1968-71に修復。

聖シュテファン教会（せいしゅてふぁんきょうかい、Kirche Sankt Stephan）はドイツにあるカトリック教会建築。マインツ市とカールスルーエにある。

## マインツの聖シュテファン教会
990年にマインツ大聖堂の建立にも関わったヴィリギス神父が、マインツの最も高い丘の上に建立した。おそらく、神聖ローマ皇帝オットー2世の未亡人である、テオファヌの為であったと考えられている。シャガールによるステンドグラスで有名である。

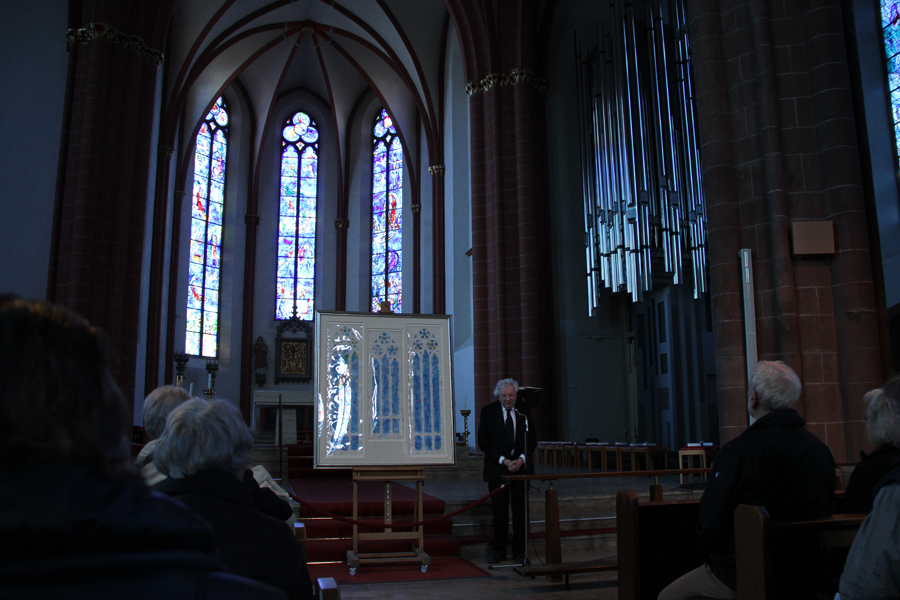

## カールスルーエの聖シュテファン教会
バーデン大公カール・フリードリヒによって、フリードリヒ・ヴァインブレンナー設計で1814年に建設された。フライブルク大司教コンラート・グレーバーが助任司祭を務めたこともあった。

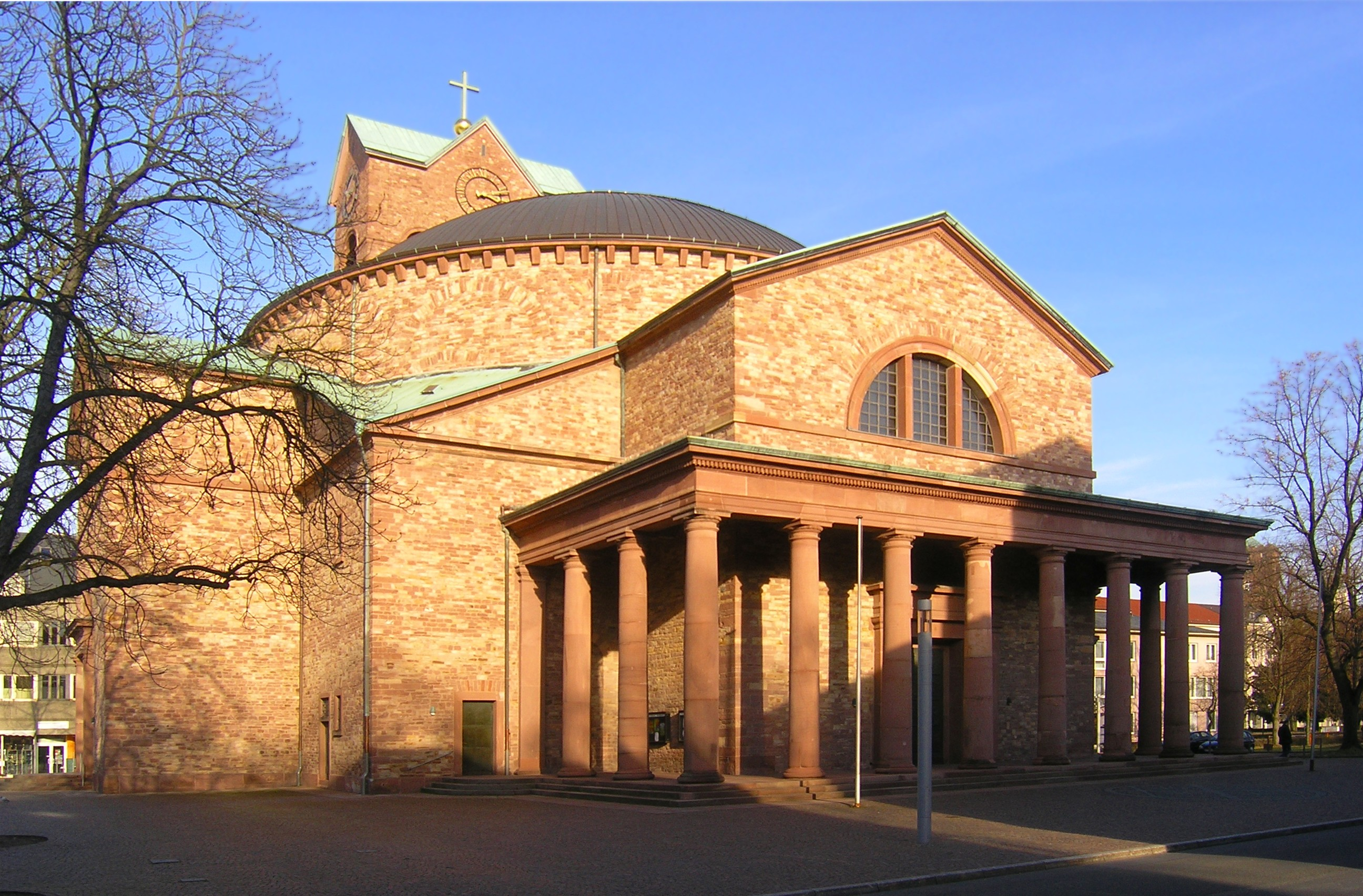
カールスルーエの聖シュテファン教会

## 参照
- Josef Heinzelmann: Spuren der Frühgeschichte von St. Stephan in Mainz. Ein Beitrag zu einer noch nicht geführten Diskussion, in: Archiv für mittelrheinische Kirchengeschichte 56 (2004), S. 89–100.

## 文献
- Klaus Mayer: St. Stephan in Mainz. Kleine Kunstführer Nr. 523. 15., erweiterte Auflage. Schnell & Steiner, Regensburg 2009, 59 S., ISBN 978-3-7954-4311-5; English: 6. Aufl. 2007, ISBN 978-3-7954-4310-8; French: 3. Aufl. 2002, ISBN 978-3-7954-6042-6